# H.M.S. Fable
Az 1999-es H.M.S. Fable a Shack harmadik nagylemeze. Ez az első lemezük újraegyesülésük után. Az albumot a kritikusok jól fogadták. Az NME és az Uncut felmérésén 1999. második legjobb albuma lett, a Select magazin az 5. helyre rakta. Szerepel az 1001 lemez, amit hallanod kell, mielőtt meghalsz című könyvben.

## Az album dalai
|     | Cím               | Szerző(k)               | Hossz |
| --- | ----------------- | ----------------------- | ----- |
| 1.  | Natalie's Party   | Michael Head            | 3:50  |
| 2.  | Comedy            | M. Head                 | 5:27  |
| 3.  | Pull Together     | Michael Head, John Head | 3:33  |
| 4.  | Beautiful         | J. Head                 | 3:22  |
| 5.  | Lend's Some Dough | M. Head                 | 3:51  |
| 6.  | Captain's Table   | M. Head                 | 4:14  |
| 7.  | Streets Of Kenny  | M. Head                 | 3:52  |
| 8.  | Reinstated        | M. Head                 | 3:54  |
| 9.  | I Want You        | M. Head                 | 4:06  |
| 10. | Cornish Town      | J. Head                 | 3:59  |
| 11. | Since I Met You   | M. Head                 | 3:16  |
| 12. | Daniella          | M. Head                 | 3:31  |

## Közreműködők

### Shack
- Michael Head – ének, akusztikus gitár
- John Head – elektromos gitár, ének, Hammond orgona a Cornish Town-on
- Ren Parry – basszusgitár
- Iain Templeton – dob, ütőhangszerek, háttérvokál

### További zenészek
- Michelle Brown – basszusgitár a Comedy, Lend's Some Dough és Captain's Table dalokon
- Martin Duffy – zongora a Captain's Table-ön
- The Kick Horns (Roddy Lorimer és Paul Spong) – trombita és kürt a Reinstated és Since I Met You dalokon
- Richard Payne – Hammond a Reinstated-en; cseleszta a Since I Met You-n
- Anne Woods – hegedű a Streets of Kenny-n

## Fordítás
Ez a szócikk részben vagy egészben a H.M.S. Fable című angol Wikipédia-szócikk ezen változatának fordításán alapul.  Az eredeti cikk szerkesztőit annak laptörténete sorolja fel. Ez a jelzés csupán a megfogalmazás eredetét és a szerzői jogokat jelzi, nem szolgál a cikkben szereplő információk forrásmegjelöléseként.